# Min Zhong kineski (jezik)
Min Zhong kineski jezik (ISO 639-3: czo; centralni min), jezik Min Zhong Kineza, etnički pripadaju u Han Kineze, kojim govori 3 100 000 ljudi (2000 popis) u središnjem dijelu kineske provincije Fujian u okrugu Sha, općine Yong’an i Sanming.
Pripada kineskoj podskupini sinotibetskih jezika. Član kineskog makrojezika.

## Vanjske poveznice
- Ethnologue (14th)
- Ethnologue (15th)